# Oldoinyo Lesatima
L'Oldoinyo Lesatima, ou Ol Doinyo Le Satima, mont Lesatima ou encore mont Satima, est un sommet culminant à 4 001 mètres d'altitude dans l'Aberdare, dont il constitue le point culminant, au Kenya. Il se situe dans le parc national d'Aberdare.

## Toponymie
Oldoinyo Lesatima signifie en maa, la langue des Masaïs, la « montagne du taurillon ». Lesatima était le nom donné à la chaîne de l'Aberdare jusqu'en 1884, quand elle a été rebaptisée en l'honneur de Henry Bruce, et a été attribué à son point culminant.

## Géographie
L'Oldoinyo Lesatima est situé dans le Sud-Ouest du Kenya, à la limite des comtés de Nyandarua et de Nyeri. Il se trouve à 60 kilomètres à l'est de Nakuru et à 110 kilomètres au nord de Nairobi. Il s'élève à 4 001 mètres d'altitude dans la partie septentrionale de l'Aberdare, une chaîne de montagnes de la marge orientale de la vallée du Grand Rift, dont il est le plus haut sommet. Sa proéminence par rapport au mont Kenya, sommet plus élevé le plus proche et point culminant du pays à 75 kilomètres à l'est-nord-est, est de 2 081 mètres, ce qui en fait un sommet ultra-proéminent. Son versant occidental présente un dénivelé de 1 500 mètres par rapport au rebord du graben en moins de dix kilomètres, tandis que son versant oriental présente un dénivelé est de 2 000 mètres par rapport aux hauts plateaux sur une distance de trente kilomètres. Ils appartiennent respectivement aux bassins versants du lac Natron, endoréique, et du fleuve Tana, qui se jette dans l'océan Indien.
Des moraines se trouvent sur les pentes nord-ouest de la montagne entre 3 600 et 3 800 mètres d'altitude et sur les pentes orientales entre 3 200 et 3 600 mètres d'altitude, traduisant la présence d'une ancienne glaciation qui aurait pris fin vers 12 200 ans avant le présent. Au nord du sommet se trouvent les Dragon's Teeth, des cônes volcaniques érodés aux formes acérées.

## Activités

### Ascension
L'ascension est possible assez haut en véhicule tout terrain, si bien que le sommet peut être atteint en deux heures environ. Elle ne présente aucune difficulté. Le sommet offre un panorama remarques sur le mont Kenya.

### Protection environnementale
L'Oldoinyo Lesatima se situe dans le parc national d'Aberdare, créé en 1950 et s'étendant sur 766 km2 au-dessus de l'altitude de 2 600 mètres.